# Szomáli nyelv
A szomáli nyelv (szomáliul af-Soomaali, arab írással الصومالية) a keleti kusita nyelvekhez tartozó afroázsiai természetes nyelv. Legközelebbi rokonai az ohomó és az afar nyelv. A szomáli a legjobban dokumentált kusita nyelv, 1900 előtti akadémiai adatokkal rendelkezik.

## Beszélők száma
A szomáli beszélőinek tényleges száma ismeretlen. Egy forrás szerint Szomáliában 7,78 millió ember beszéli a nyelvet, míg a világon ezen személyek száma kb. 12,65 millió. A Dutch Universiteitsbibliotheek Utrecht becslése a szomáli népességet 10 és 15 millió közé teszi.

## Változatai
A szomáli nem egységes nyelv, nagyjából hat-nyolc önállósult, saját normákkal bíró dialektusra oszlik, többségük nem olyan jól dokumentált, mint a hivatalos szomáli irodalmi nyelv:
1. Észak-közép szomáli nyelv – Észak-Szomália, Darood és Alsó-Jubaföld
2. Benadir nyelv – két különálló része van: az északi benadir nyelv (Abgaal, Ajuraan, Gaaljacal) és a déli benadir nyelv (Xamari, Bimaal)
3. Asraf nyelv – Shingaani és Alsó-Shebelle
4. Maji nyelv vagy jabarti nyelv – Észak-Szomália, Buur-Hakaba és Dél-Szomália nyelve
5. Digil nyelv – Garre, Tunni és Dabarre tartományok nyelve
6. Jiidu

## Fordítás
- Ez a szócikk részben vagy egészben  a   Somali language című angol Wikipédia-szócikk fordításán alapul.  Az eredeti cikk szerkesztőit annak laptörténete sorolja fel. Ez a jelzés csupán a megfogalmazás eredetét és a szerzői jogokat jelzi, nem szolgál a cikkben szereplő információk forrásmegjelöléseként.